# Pozořice (zámek)
Zámek Pozořice je dvoukřídlá jednopatrová budova v městysu Pozořice v okrese Brno-venkov. Vznikl přestavbou místní tvrze na konci 17. století za Lichtenštejnů. Ti jej využívali ke správě místního velkostatku až do roku 1922, kdy se stal majetkem státu. Fungovala zde škola, později také pošta, byly zde byty pro učitele. Od roku 1997 je v soukromém vlastnictví, nacházejí se zde byty, restaurace a diskotéka. Budova byla na přelomu 20. a 21. století přestavěna.